# Peter Nowalk
Peter Nowalk (Point Pleasant, ...) è uno sceneggiatore e produttore televisivo statunitense.

## Biografia
Nato a Point Pleasant, nel New Jersey, ha studiato all'Università Brown.
Nel 2008 ha co-scritto il saggio The Hollywood Assistants Handbook, e nello stesso anno ha iniziato a lavorare con la produttrice Shonda Rhimes scrivendo alcuni episodi delle serie TV Private Practice, Grey's Anatomy e Scandal.
È principalmente noto per essere l'ideatore e lo showrunner della serie Le regole del delitto perfetto, creata nel 2014 ed insignita di numerosi riconoscimenti.

## Filmografia

### Televisione
- Private Practice (sceneggiatore)
- Grey's Anatomy (sceneggiatore e supervisore)
- Scandal (produttore esecutivo e sceneggiatore)
- Le regole del delitto perfetto (How to Get Away with Murder) (creatore, sceneggiatore e produttore esecutivo)

## Opere
- The Hollywood Assistants Handbook: 86 Rules for Aspiring Power Players con Hillary Stamm (2008)